# ناپدید شدن قهری

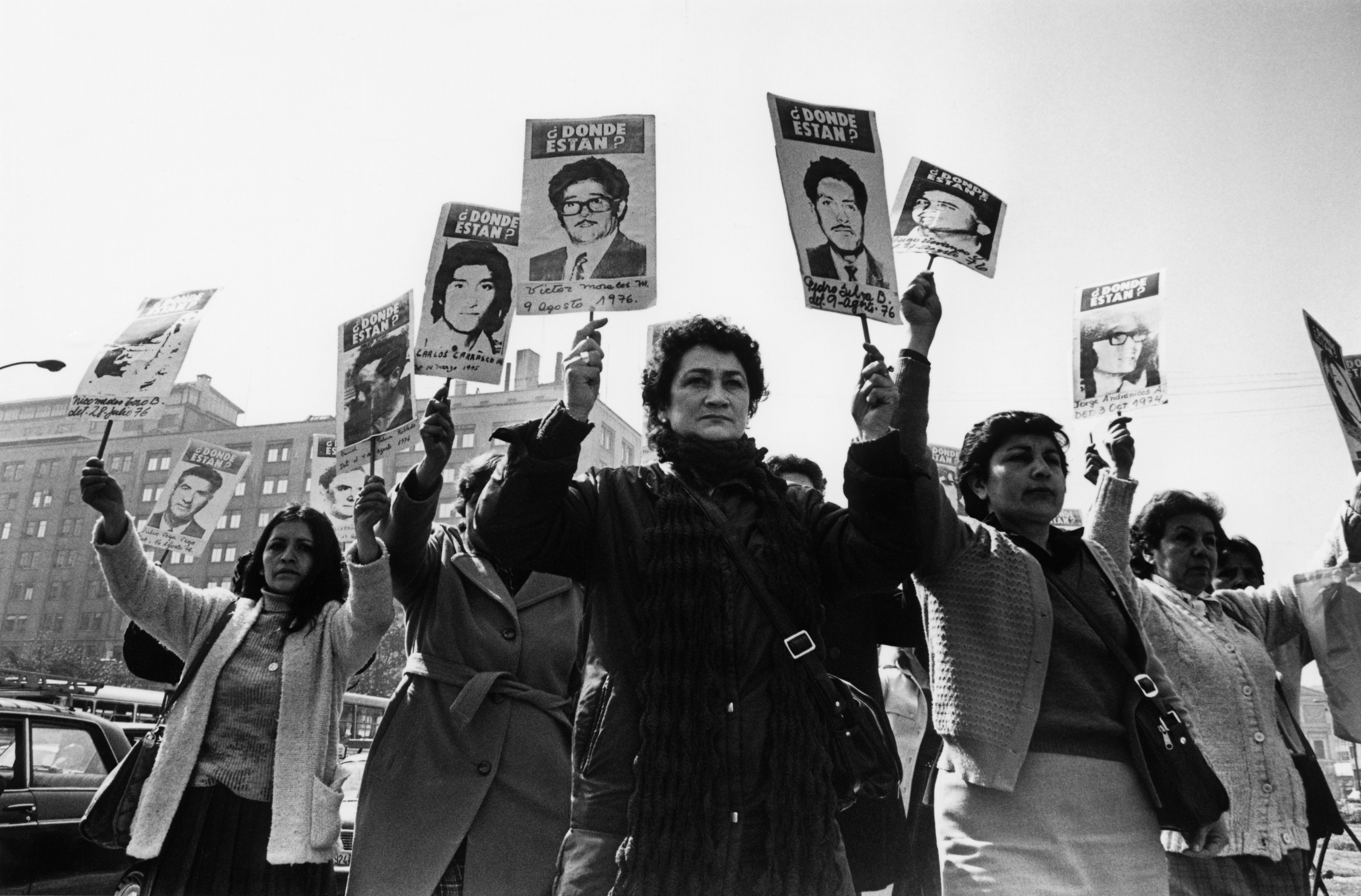
انجمن بستگان بازداشت‌شدگان ناپدید شده شیلی (نوشته کنا لورنزینی)

ناپدید شدن اجباری (به انگلیسی: Enforced Disapparance of Persons) ربودن یا زندانی کردن مخفیانه یک شخص توسط یک سازمان دولتی یا سیاسی یا توسط شخص ثالث با مجوز، حمایت یا موافقت یک ایالت یا سازمان سیاسی و به دنبال آن امتناع از اعتراف است. از سال ۲۰۰۲ سر به نیست کردن برابر ماده ۷ بند ۲ معاهدهٔ رم که اساسنامهٔ دیوان کیفری بین‌المللی است جنایت علیه بشریت محسوب می‌شود. برابر اساسنامه رم، سر به نیست کردن اشخاص به وضعیتی گفته می‌شود که در آن فرد توسط دولت یا سازمانی سیاسی، ربوده، دستگیر، یا زندانی شود درحالی‌که آن سازمان یا دولت از پذیرفتن دستگیری‌اش سر باز می‌زنند یا اطلاعی از محل زندانی بودن او ارائه نمی‌دهند.

## قانون حقوق بشر
در حقوق بین‌الملل حقوق بشر، ناپدید شدن توسط دولت از زمان اعلامیه و برنامه اقدام وین به عنوان «ناپدید شدن اجباری» نامگذاری شده‌است. برای مثال، کنوانسیون سازمان کشورهای آمریکایی در مورد ناپدید شدن اجباری افراد به این عمل پرداخته‌است. همچنین برخی از مقام‌های نشان می‌دهند که ناپدید شدن‌های اجباری که در جریان درگیری‌های مسلحانه رخ می‌دهند، مانند برنامه شب و مه آلمان نازی، ممکن است جنایت‌های جنگی باشند.
در فوریه ۱۹۸۰، سازمان ملل متحد گروه کاری ناپدید شدن اجباری را تأسیس کرد، «اولین مکانیسم موضوعی حقوق بشر سازمان ملل متحد که با یک دستور جهانی تاسیس شد.» وظیفه اصلی آن «کمک به خانواده‌ها در تعیین سرنوشت یا محل اختفای اعضای خانواده آنها است که بنا بر گزارش‌ها ناپدید شده‌اند.» در آگوست ۲۰۱۴، این گروه کاری ۴۳۲۵۰ مورد ناپدید شدن حل نشده را در ۸۸ ایالت مختلف گزارش کرد.
کنوانسیون بین‌المللی حمایت از همه افراد در برابر ناپدید شدن اجباری، مصوب ۲۰ دسامبر ۲۰۰۶ توسط مجمع عمومی سازمان ملل متحد، همچنین بیان می‌کند که ناپدید شدن اجباری گسترده یا سیستماتیک جنایت علیه بشریت است. این به خانواده‌های قربانیان این حق را می‌دهد که به دنبال غرامت باشند و حقیقت ناپدید شدن عزیزان خود را مطالبه کنند. این کنوانسیون حق عدم ناپدید شدن اجباری و همچنین حق دانستن حقیقت را برای بستگان شخص ناپدید شده پیش‌بینی می‌کند. این کنوانسیون شامل مقررات متعددی در مورد پیشگیری، تحقیق و مجازات این جرم است. همچنین حاوی مقرراتی در مورد حقوق قربانیان و بستگان آنها و حذف نادرست کودکان متولد شده در دوران اسارت است. این کنوانسیون همچنین تعهد همکاری بین‌المللی را هم در سرکوب این عمل و هم در برخورد با جنبه‌های بشردوستانه مرتبط با جنایت بیان می‌کند. این کنوانسیون کمیته ای برای ناپدید شدن اجباری ایجاد می‌کند که وظایف مهم و نوآورانه نظارت و حفاظت در سطح بین‌المللی را بر عهده خواهد داشت. در حال حاضر، یک کمپین بین‌المللی ائتلاف بین‌المللی علیه ناپدید شدن اجباری در راستای تصویب جهانی کنوانسیون کار می‌کند.
ناپدید شدن‌ها در دو سطح کار می‌کنند: نه تنها مخالفان و منتقدانی را که ناپدید شده‌اند ساکت می‌کنند، بلکه باعث ایجاد عدم اطمینان و ترس در جامعه گسترده‌تر می‌شوند و دیگرانی را که تصور می‌شود مخالف و انتقاد می‌کنند، ساکت می‌کنند. ناپدید شدن‌ها مستلزم نقض بسیاری از حقوق اساسی بشر است که در اعلامیه جهانی حقوق بشر سازمان ملل متحد (UDHR) اعلام شده‌است. برای شخص ناپدید شده، اینها شامل حق آزادی، حق امنیت شخصی و رفتار انسانی (شامل آزادی از شکنجه)، حق محاکمه عادلانه، برخورداری از وکیل حقوقی و حمایت برابر طبق قانون، و حق برائت از جرم است. خانواده‌های آنها که اغلب بقیه عمر خود را صرف جستجوی اطلاعات دربارهٔ ناپدیدشدگان می‌کنند نیز قربانی هستند.
در سال ۲۰۰۵ قانون بحث‌برانگیز عفو در یک همه‌پرسی تصویب شد. به خانواده‌های «ناپدید شدگان» غرامت مالی اعطا کرد، اما به‌طور مؤثری به تحقیق‌های پلیس در مورد جنایت‌های پایان داد.

## سابقه در کشورهای مختلف

### آرژانتین
در طول جنگ کثیف آرژانتین و عملیات کندور، بسیاری از مخالفان سیاسی ادعایی ربوده یا به‌طور غیرقانونی بازداشت شدند و در بازداشتگاه‌های مخفی مانند دانشکده مکانیک افسران نیروی دریایی نگهداری شدند، جایی که مورد بازجویی، شکنجه و کشته شدند. حدود ۵۰۰ اردوگاه بازداشت مخفی وجود داشت، از جمله اردوگاه‌های گاراجه آزوپاردو و اورلتی. این شکنجه‌گاه‌ها، که بیشتر در بوئنوس آیرس، آرژانتین واقع شده‌اند، تا ۳۰۰۰۰ ناپدید شده یا ناپدید شده را در شمار کلی جنگ کثیف نقش داشته‌اند. قربانیان به مکان‌هایی مانند گاراژ یا زیرزمین حمل می‌شدند و روز به روز شکنجه می‌شدند. ناپدید شدگان افرادی بودند که تهدیدی سیاسی یا ایدئولوژیک برای حکومت نظامی محسوب می‌شدند. ارتش آرژانتین شکنجه را برای به دست آوردن اطلاعات توجیه می‌کرد و ناپدید شدن‌ها را راهی برای مهار مخالفت‌های سیاسی می‌دانست. زنان باردار ربوده شده تا زمان زایمان در اسارت نگهداری می‌شدند و سپس اغلب کشته می‌شدند. تخمین زده می‌شود که ۵۰۰ نوزاد متولد شده به این روش برای فرزندخواندگی غیررسمی در اختیار خانواده‌هایی قرار گرفتند که روابط نزدیکی با ارتش داشتند.
در نهایت، بسیاری از اسیران را به شدت مواد مخدر مصرف کردند و در هواپیما بارگیری کردند، و در حالی که در حال پرواز بر فراز اقیانوس اطلس در «پروازهای مرگ» بودند، زنده از آن پرتاب شدند تا اثری از مرگشان باقی نماند. بدون هیچ جنازه ای، دولت می‌تواند هرگونه اطلاع از محل نگهداری آنها و اتهامات مربوط به کشته شدن آنها را رد کند. ناپدید شدن‌های اجباری تلاش حکومت نظامی برای ساکت کردن مخالفان و شکستن عزم چریک‌ها بود. گمشدگانی که گمان می‌رود به این روش و سایر روش‌ها به قتل رسیده‌اند، امروزه به عنوان «ناپدیدشدگان» شناخته می‌شوند.

### آلمان
در طول جنگ جهانی دوم، آلمان نازی نیروهای پلیس مخفی، از جمله شاخه‌های گشتاپو در کشورهای اشغالی را برای تعقیب مخالفان یا پارتیزان‌های شناخته شده یا مشکوک تشکیل داد. این تاکتیک به نام شب و مه برای توصیف کسانی که پس از دستگیری توسط نیروهای نازی بدون هیچ هشداری ناپدید شدند، نامگذاری شد. نازی‌ها این سیاست را علیه مخالفان سیاسی در آلمان و همچنین در برابر جنبش‌های مقاومت در اروپای اشغالی اعمال کردند. اکثر قربانیان در محل کشته شدند، یا به اردوگاه‌های کار اجباری فرستاده شدند، با این انتظار که پس از آن کشته شوند.

### اسپانیا
گروه کاری سازمان ملل متحد برای حقوق بشر در سال ۲۰۱۳ گزارش داد که در دوره بین جنگ داخلی اسپانیا (۱۹۳۶–۱۹۳۹) و پایان دیکتاتوری فرانکو (۱۹۳۹–۱۹۷۵)، حدود ۱۱۴۲۲۶ نفر با دستگیری اجباری «ناپدید» شدند و توسط گروه‌های مسلح رسمی یا غیررسمی دور شدند و به دنبال آن آنها مخفیانه به قتل رسیدند و بعداً در مکان‌های نامعلومی دفن شدند. این گزارش همچنین به آدم‌ربایی و «سرقت» سیستماتیک کودکان و نوزادان اشاره می‌کند که تعداد آنها به ۳۰۹۶۰ کودک می‌رسد که حتی پس از پایان دیکتاتوری در دهه‌های ۱۹۷۰ و ۱۹۸۰ نیز ادامه داشت.
ناپدید شدگان شامل کل واحدهای نظامی جمهوری‌خواه مانند تیپ مختلط ۲۲۱ می‌شود. خانواده‌های سربازان متوفی احتمال می‌دهند اجساد اعضای ناپدید شده این یگان در گورهای دسته جمعی ناشناخته قرار گرفته باشد.
تا اینکه در سال ۲۰۰۸ اولین تلاش برای کشاندن این موضوع به دادگاه انجام نشد، که این تلاش با شکست مواجه شد و قاضی مسئول این فرایند، بالتاسار گارزون، خود استیضاح و متعاقباً رد صلاحیت شد. گروه کاری سازمان ملل در مورد ناپدید شدن‌های اجباری یا غیرارادی آشکارا اعلام کرده‌است که دولت اسپانیا به وظایف خود در این زمینه‌ها کوتاهی می‌کند. تا سال ۲۰۱۷ مقام‌های اسپانیایی همچنان به‌طور فعال در مورد ناپدید شدن‌های اجباری که در طول جنگ داخلی و پس از آن رخ داده‌اند، مانع می‌شوند.
تخمین ناپدید شدگان در دوران فرانکویسم
شناسایی و تجزیه و تحلیل سیستماتیک استخوان‌های قربانیان در گورهای دسته جمعی تا به امروز توسط هیچ‌یک از دولت‌های دموکراسی فعلی اسپانیا (از سال ۱۹۷۷) انجام نشده‌است. به گزارش روزنامه اسپانیای جدید، داده‌های افرادی که در گورهای دسته جمعی دفن شده‌اند در ۱۶ اکتبر ۲۰۰۸ به دادگاه ملی آورده شده‌اند:
- اندلس ۳۲۲۸۹ (آلمریا ۳۷۳، کادیز ۱۶۶۵، کوردوبا ۷۰۹۱، گرانادا ۵۰۴۸، هوئلوا ۳۸۰۵، جائن ۳۲۵۳، مالاگا ۷۷۹۷، سویا ۳۲۵۷)
- آراگون ۱۰۱۷۸ (هوئسکا ۲۰۶۱ تروئل ۱۳۳۸ ساراگوسا ۶۷۷۹)
- آستوریاس ۱٬۲۴۶ (گیجون ۱٬۲۴۶)
- جزایر بالئاریک ۱۷۷۷ (مالورکا ۱۴۸۶، منورکا ۱۰۶، ایویسا و فورمنترا ۱۸۵)
- جزایر قناری ۲۶۲ (گرن کاناریا ۲۰۰، تنریف ۶۲)
- کانتابریا ۸۵۰
- کاستیا-لامانچا ۷۰۶۷ (آلباسته ۱۰۲۶، سیوداد رئال ۱۶۹۴، کوئنکا ۳۷۷، تولدو ۳۹۷۰)
- کاستیا لئون ۱۲۹۷۹ (آویلا ۶۵۰، بورگوس ۴۸۰۰، لئون ۱۲۵۰، پالنسیا ۱۱۸۰، سالامانکا ۶۵۰ سگویا ۳۷۰، سوریا ۲۸۷، وایادولید ۲۵۵۵، زامورا ۱۲۳۷)
- کاتالونیا ۲۴۰۰
- انجمن والنسیا ۴٬۳۴۵ (آیکانته ۷۴۲, کاستلون ۱٬۳۰۳, والنسیا ۲٬۳۰۰)
- کشور باسک ۹٬۴۵۹ (آلوا ۱۰۰, گیپوزکوآ ۳۴۰, بیسکایی ۳۶۹, داده‌های دولت باسک ۸٬۶۵۰)
- اکسترمادورا ۱۰۲۶۶
- گالیسیا ۴٬۳۹۶
- La Rioja 2007
- مادرید ۲۹۹۵
- مورسیا ۸۵۵
- ناوارا ۳۴۳۱
- مناطق سئوتا، ملیلا و شمال آفریقا ۴۶۴
- سایر مناطق ۷۰۰۰
- مجموع ۱۱۴۲۶۶ (تعداد کل نهایی تصحیح شد و در طول آزمایش‌ها افزایش یافت و در مجموع به ۱۴۳۳۵۳ رسید)

### الجزایر
در طول جنگ داخلی الجزایر، که در سال ۱۹۹۲ با حمله چریکهای اسلامگرا به دولت نظامی که پیروزی انتخاباتی اسلامگرایان را باطل کرده بود، آغاز شد، هزاران نفر به زور ناپدید شدند. ناپدید شدن‌ها تا اواخر دهه ۱۹۹۰ ادامه یافت اما پس از آن با کاهش خشونت در سال ۱۹۹۷ به شدت کاهش یافت. برخی از ناپدید شدگان توسط چریک‌ها ربوده یا کشته شدند، اما برخی دیگر گمان می‌رود که توسط سرویس‌های امنیتی دولتی گرفته شده باشند. این گروه اخیر به بحث برانگیزترین گروه تبدیل شده‌است. تعداد دقیق آنها هنوز مورد مناقشه است، اما دولت تصدیق کرده‌است که بیش از ۶۰۰۰ نفر ناپدید شده‌اند که اکنون گمان می‌رود مرده باشند. منابع مخالف ادعا می‌کنند که تعداد واقعی نزدیک به ۱۷۰۰۰ است. (جنگ مجموعاً ۱۵۰۰۰۰ تا ۲۰۰۰۰۰ کشته داشت).

### اوکراین
در طول جنگ روسیه و اوکراین موارد زیادی از ناپدید شدن اجباری در قلمرو به اصطلاح جمهوری خلق دونتسک (DPR یا DNR) وجود داشته‌است. الکساندر زاخارچنکو، رهبر جمهوری دموکراتیک خلق، گفت که نیروهایش روزانه تا پنج «برانداز اوکراینی» را بازداشت می‌کنند. تخمین زده شد که حدود ۶۳۲ نفر در ۱۱ دسامبر ۲۰۱۴ توسط نیروهای جدایی طلب در بازداشت غیرقانونی بودند.
استانیسلاو آسیف روزنامه‌نگار آزاد در ۲ ژوئن ۲۰۱۷ ربوده شد. ابتدا دولت جمهوری خلق دونتسک محل اختفای او را تکذیب کرد اما در ۱۶ ژوئیه، یکی از مأموران «وزارت امنیت دولتی» جمهوری خلق دونتسک تأیید کرد که آسیف در بازداشت آنها بوده و او مظنون به «جاسوسی» است. رسانه‌های مستقل اجازه ندارند از قلمرو تحت کنترل «جمهوری خلق دونتسک» گزارش دهند.

### ایالات متحده
به گفته عفو بین‌الملل (AI)، ایالات متحده در جریان جنگ علیه تروریسم، درگیر ناپدید شدن اجباری اسیران جنگی است که همگی در خارج از کشور اسیر شده‌اند و هرگز به ایالات متحده برده نشده‌اند. هوش مصنوعی «حداقل ۳۹ زندانی را فهرست می‌کند که همگی مفقود هستند و گمان می‌رود در سایت‌های مخفی اداره‌شده توسط دولت ایالات متحده در خارج از کشور نگهداری می‌شوند».
وزارت دفاع ایالات متحده هویت افرادی را که در پایگاه دریایی گوانتانامو آمریکا ("گیتمو") در کوبا نگهداری می‌کرد، از زمان افتتاح آن در ۱۱ ژانویه ۲۰۰۲ تا ۲۰ آوریل ۲۰۰۶ مخفی نگه داشت. در ۲۰ آوریل ۲۰۰۶ فهرستی رسمی از ۵۵۸ نفری که در کمپ نگهداری می‌شدند در پاسخ به حکم دادگاه قاضی ناحیه ایالت متحده جد راکف منتشر شد. فهرست دیگری که گفته می‌شود شامل همه ۷۵۹ نفری است که در گوانتانامو بازداشت شده‌اند، در ۲۰ مه ۲۰۰۶ منتشر شد.

### ایران
- پیروز دوانی نمونه‌ای از سر به نیست کردن مخالفان در ایران است. او در تاریخ ۳ شهریور ۱۳۷۷ از خانه خود به قصد رفتن به خانه خواهرش خارج شد و دیگر برنگشت. او چند ماه پیش، از زندان آزاد شده و به انتشار جزوه‌ای افشاگرانه مشغول بود. از آن زمان تاکنون اثری از پیروز دوانی به‌دست نیامده و قوه قضاییه هم قتل او را تأیید نکرده‌است. اما بر پایه اعتراف‌ها متهمان قتل‌های زنجیره‌ای، او در همان روزها به قتل رسیده و جنازه‌اش در کنار خطوط راه‌آهن سوزانده و دفن شده‌است.[۲۴]
- فرود فولادوند
- در ۴ اسفند ۱۴۰۰ حسین رونقی کنشگر سیاسی و حقوق بشر ناپدید شد.[۲۵][۲۶][۲۷][۲۸][۲۹][۳۰]

### ایرلند شمالی و ایرلند
«ناپدید شدگان» نامی است که به هجده فرد خاص داده شده‌است که توسط ارتش موقت جمهوری‌خواه ایرلند، ارتش آزادیبخش ملی ایرلند و سایر سازمان‌های جمهوری‌خواه ایرلندی ربوده و کشته شدند.
در سال ۱۹۹۹، ارتش موقت جمهوری‌خواه ایرلند به قتل ۹ نفر از ناپدید شدگان اعتراف کرد و اطلاعاتی در مورد محل این اجساد داد، اما تنها سه جسد در آن مناسبت پیدا شد که یکی از آنها قبلاً نبش قبر شده و در تابوت گذاشته شده بود. شناخته شده‌ترین مورد مربوط به ژان مک کانویل، مادر ۱۰ فرزند بلفاستی بود که چند ماه قبل از ناپدید شدنش بیوه شده بود و ارتش موقت جمهوری‌خواه ایرلند ادعا می‌کرد که یک خبرچین بوده‌است. جستجو برای بقایای او در سال ۱۹۹۹ رها شد، اما جسد او در سال ۲۰۰۳، یک مایلی از جایی که ارتش موقت جمهوری‌خواه ایرلند نشان داده بود، توسط یک خانواده که در حال پیاده‌روی بودند، کشف شد.
از آن زمان تاکنون هفت قربانی دیگر پیدا شده‌است، یکی در سال ۲۰۰۸، سه قربانی در سال ۲۰۱۰، یک نفر در سال ۲۰۱۴، دو نفر در سال ۲۰۱۵ و یک قربانی در سال ۲۰۱۷. تا تاریخ ۲۰۱۷، سه تا هنوز پیدا نشده‌اند.
کمیسیون مستقل مکان‌یابی بقایای قربانیان که در سال ۱۹۹۹ تأسیس شد، نهادی است که مسئول مکان‌یابی ناپدید شدگان است.

### پاکستان
در پاکستان، ناپدید شدن‌های اجباری ظاهراً پس از حمله ایالات متحده به افغانستان در سال ۲۰۰۱ آغاز شد. به گفته آمنه مسعود جنجوا، فعال حقوق بشر و رئیس دفاع از حقوق بشر پاکستان؛ بیش از ۵۰۰۰ مورد ناپدید شدن اجباری در پاکستان گزارش شده‌است. هیچ اتهام یا اتهام رسمی علیه افرادی که به زور ناپدید شده‌اند وجود ندارد. عمل سیستماتیک ناپدید شدن اجباری در پاکستان در دوره ژنرال پرویز مشرف دیکتاتور نظامی سرچشمه گرفت.
در کشمیر تحت کنترل پاکستان، کشمیر آزاد، ناپدید شدن‌های متعددی نیز گزارش شده‌است، به ویژه توسط سازمان‌های اطلاعاتی دولتی، که برخی از افرادی را که از پیوستن به «جهاد» علیه کشمیر تحت کنترل هند خودداری می‌کنند، دستگیر و ناپدید می‌کنند. دفتر کمیساریای عالی حقوق بشر سازمان ملل متحد (OHCHR) نیز در گزارش خود ناپدید شدن‌های دولتی را ذکر کرده‌است.

### تایلند
در سال ۲۰۱۳، بانکوک پست گزارش داد که ژنرال پلیس واسیت دژکونجورن، بنیان‌گذار جنبش بهار تایلند، در یک سمینار گفت که ناپدید شدن اجباری ابزاری است که قدرت دولتی فاسد برای از بین بردن افرادی که تهدید محسوب می‌شوند، استفاده می‌کند.
طبق گزارش عفو بین‌الملل تایلند، حداقل ۵۹ مدافع حقوق بشر بین سال‌های ۱۹۹۸ تا ۲۰۱۸ قربانی ناپدید شدن اجباری شده‌اند

### ترکیه
گروه‌های حقوق بشر ترکیه، نیروهای امنیتی ترکیه را مسئول ناپدید شدن بیش از ۱۵۰۰ غیرنظامی از اقلیت کرد دهه‌های ۱۹۸۰ و ۱۹۹۰ در تلاش برای ریشه کن کردن پ.ک. ک متهم می‌کنند. از سال ۱۹۹۵، هر هفته شنبه‌ها، مادران شنبه با برگزاری تظاهرات خاموش/تحصن خواستار یافتن گمشدگان خود و محاکمه مسئولان آن هستند. هر ساله انجمن یاکای در، انجمن حقوق بشر ترکیه (İHD) و کمیته بین‌المللی علیه ناپدیدشدگان (ICAD)، مجموعه ای از رویدادها را به مناسبت «هفته افراد ناپدید شده» در ترکیه ترتیب می‌دهند.
در آوریل ۲۰۰۹، دادستان‌های دولتی در ترکیه دستور حفاری چندین مکان در اطراف ترکیه را صادر کردند که گمان می‌رود قربانیان کرد جوخه‌های مرگ دولتی در دهه‌های ۱۹۸۰ و ۱۹۹۰ را در خود جای دهند.
در مطالعه‌ای که در ژوئن ۲۰۱۷ توسط مرکز آزادی استکهلم در سوئد منتشر شد، ۱۲ مورد ناپدید شدن اجباری در ترکیه از سال ۲۰۱۶ تحت قانون اضطراری ثبت شد. این تحقیق با عنوان «ناپدید شدن اجباری در ترکیه» مدعی شد که همه پرونده‌ها به عناصر مخفی نیروهای امنیتی ترکیه مرتبط است. با وجود درخواست اعضای خانواده، مقام‌های ترکیه تمایلی به بررسی این پرونده‌ها نداشتند.

### روسیه
گروه‌های حقوق بشر روسیه تخمین می‌زنند که از سال ۱۹۹۹ حدود ۵۰۰۰ ناپدید شدن اجباری در چچن صورت گرفته‌است. اعتقاد بر این است که بیشتر آنها در چندین گور دسته جمعی دفن شده‌اند.
دولت روسیه نتوانست هیچ فرایند پاسخگویی را برای نقض حقوق بشر که در جریان درگیری در چچن انجام شده‌است، دنبال کند. صدها قربانی سوء استفاده که قادر به تأمین عدالت در داخل نیستند، به دادگاه اروپایی حقوق بشر (ECHR) درخواست داده‌اند. در مارس۲۰۰۵، دادگاه اولین احکام را در مورد چچن صادر کرد و دولت روسیه را به دلیل نقض حق زندگی و ممنوعیت شکنجه در رابطه با غیرنظامیانی که به دست نیروهای فدرال روسیه کشته یا به زور ناپدید شده بودند، مجرم تشخیص داد.
از زمان الحاق کریمه توسط فدراسیون روسیه، عفو بین‌الملل چندین ناپدید شدن اجباری تاتارهای کریمه را مستند کرده‌است که هیچ‌یک به‌طور مؤثر مورد بررسی قرار نگرفته‌است. در ۲۴ مه ۲۰۱۴ اروین ابراگیموف، عضو سابق شورای شهر باخچیسارای و عضو کنگره جهانی تاتارهای کریمه ناپدید شد. فیلم‌های دوربین مداربسته از دوربین فروشگاهی در همان نزدیکی، گروهی از مردان به تصویر می‌کشند که ابراگیموف را متوقف می‌کنند و قبل از اینکه او را به زور وارد ون خود کنند، کوتاهی با او صحبت می‌کنند.

### رومانی
در طول دوران رژیم کمونیستی نیکولای چائوشسکو، ادعا می‌شود که ناپدید شدن‌های اجباری رخ داده‌است. به عنوان مثال، در طول اعتصابات ۱۹۷۷ و ۱۹۸۷ در رومانی، افراد اصلی درگیر در اعتصاب‌های گفته می‌شود که «ناپدید شده‌اند».

### سرزمین‌های فلسطینی
در اوت ۲۰۱۵، چهار عضو شاخه مسلح حماس در سینا، مصر ربوده شدند. به گفته مقام‌های امنیتی مصر، آنها توسط افراد مسلح ناشناس ربوده شدند. مردان ربوده شده در اتوبوس حامل پنجاه فلسطینی از رفح به فرودگاه قاهره بودند.
حماس تأیید کرد که چهار فلسطینی ربوده شده عازم قاهره بودند. ایاد البزم، سخنگوی وزارت کشور مصر گفت: ما از وزارت کشور مصر می‌خواهیم که جان مسافران ربوده شده را تأمین و آنها را آزاد کند. تا این لحظه هیچ گروهی مسئولیت این آدم‌ربایی را بر عهده نگرفته‌است.

### شوروی
در اتحاد جماهیر شوروی سوسیالیستی افراد را به تبعید بدون حق نامه‌نگاری محکوم می‌کردند که باعث می‌شد فرد بدون رد خاصی برای مدت زیادی ناپدید شود. اوج این فعالیت‌ها هنگام رهبری ژوزف استالین بود.

### صحرای غربی
مدارک زیادی در دست است که نشان می‌دهد افراد زیادی در مدت حکومت مراکش در صحرای غربی دزدیده یا به قتل رسیده‌اند. از سال ۱۹۷۲ که حکومت مراکش به سرکار آمده‌است ۱٬۵۰۰ نفر ناپدید شده‌اند.

### عراق
حداقل ده‌ها هزار نفر در رژیم صدام حسین ناپدید شدند که بسیاری از آنها در جریان عملیات انفال بودند.
در ۱۵ دسامبر ۲۰۱۹، دو فعال و دوست عراقی - سلمان خیرالله سلمان و عمر العمری- در بحبوحه اعتراض‌های جاری در بغداد ناپدید شدند. خانواده و دوستان این دو از ناپدید شدن افراد بیشتری به دنبال هشدار سازمان ملل به نیروهای امنیتی و دیگر گروه‌های شبه‌نظامی ناشناس مبنی بر اجرای یک کمپین آدم‌ربایی و «قتل عمدی» در عراق بیم دارند.

### فیلیپین
برآوردها برای تعداد قربانیان ناپدید شدن اجباری در فیلیپین متفاوت است. کتابخانه حقوقی دانشکده حقوق ویلیام اس. ریچاردسون در دانشگاه هاوایی تعداد قربانیان ناپدید شدن‌های اجباری تحت حکومت فردیناند مارکوس را ۷۸۳ نفر می‌داند. در دوران دیکتاتوری مارکوس، بسیاری از افراد ناپدید شده توسط پلیس شکنجه، ربوده و کشته شدند.

### کره جنوبی
ناپدید شدن اجباری و قتل‌های غیرقانونی آشکارا توسط کره جنوبی در طول شورش جزیره ججو، در طول جنگ کره و به عنوان بخشی از آموزش مجدد بودو لیگ در طول جنگ کره مورد استفاده قرار گرفت. تابویی برای صحبت در مورد این حوادث تا پایان حکومت استبدادی در کره جنوبی در سال ۱۹۹۳ ادامه داشت.
در جریان آزار و شکنجه به اصطلاح هواداران چپ در طول جنگ، غیرنظامیان عادی تحت مظنون جمع‌آوری و به چهار گروه ای، بی، سی و دی گروه‌بندی شدند. گروه‌های سی و دی بلافاصله تیرباران شدند و در گورهای دسته جمعی نامشخص دفن شدند. ای و بی پیش نویس شده و/یا به راهپیمایی مرگ فرستاده شدند.
بازماندگان و اعضای خانواده افراد غیرقانونی کشته شده و ناپدید شده یا تحصیل مجدد ممکن است با مرگ و ناپدید شدن اجباری مواجه شوند، اگر در مورد این حوادث در دوره حکومت استبدادی صحبت کنند.
بسیاری از ناپدید شدن‌های اجباری و گورهای دسته‌جمعی که به‌طور تصادفی در دوران حکومت استبدادی کشف شده‌اند، اگر نگوییم همه، به اشتباه به گردن مردم کره شمالی یا ارتش آزادی‌بخش خلق چین افتادند. کره جنوبی در حال حاضر با استفاده از کمیسیون حقیقت و آشتی درگیر روشن کردن برخی از این حوادث است. برخی از قربانیان ناپدید شدن اجباری شامل سیاستمداران برجسته ای مانند رئیس‌جمهور فقید کره جنوبی و برنده جایزه صلح نوبل، کیم دائه جونگ است که به زور از اتاق خود در هتل توکیو ناپدید شد. تلاش او برای قتل با پرتاب وزنه روی پاهایش به دریای آزاد با آتش هشدار کشتی نیروی دریایی ژاپن متوقف شد.

### کره شمالی
در کره شمالی، ناپدید شدن اجباری اتباع با بازداشت بدون تماس یا توضیح با خانواده‌های بازداشت شده مشخص می‌شود. شهروندان خارجی، که بسیاری از آنها قومیتی کره ای هستند و در کره جنوبی و ژاپن زندگی می‌کردند، پس از سفر عمدی به کره شمالی یا پس از ربوده شدن در خارج از کشور ناپدید شده‌اند.

### کلمبیا
در سال ۲۰۰۹، دادستان کلمبیا گزارش داد که حدود ۲۸۰۰۰ نفر به دلیل گروه‌های شبه نظامی و چریکی در جریان درگیری داخلی این کشور ناپدید شده‌اند. در سال ۲۰۰۸، جسد ۳۰۰ قربانی و ۶۰۰ قربانی دیگر در سال بعد شناسایی شد. به گفته مقام‌های کلمبیایی، سال‌ها طول می‌کشد تا همه اجساد کشف شده شناسایی شوند.

### مراکش
چند تن از پرسنل ارتش مراکش که مظنون به دست داشتن در کودتاهای دهه ۱۹۷۰ علیه پادشاه بودند، در اردوگاه‌های بازداشت مخفی مانند تازممارت نگهداری می‌شدند، جایی که برخی از آنها به دلیل شرایط بد یا عدم درمان پزشکی جان خود را از دست دادند. مشهورترین مورد ناپدید شدن اجباری در مراکش مربوط به دگراندیش سیاسی مهدی بن برکا است که در سال ۱۹۶۵ در شرایطی مبهم در فرانسه ناپدید شد. در فوریه ۲۰۰۷، مراکش کنوانسیون بین‌المللی حمایت از مردم در برابر ناپدید شدن اجباری را امضا کرد. در اکتبر ۲۰۰۷، قاضی اسپانیایی بالتاسار گارزون صلاحیت قضایی اسپانیا را در مورد ناپدید شدن‌های اسپانیایی-صحراویی بین سال‌های ۱۹۷۶ تا ۱۹۸۷ در صحرای غربی (که عمدتاً تحت کنترل مراکش بود) اعلام کرد.

### مصر
ناپدید شدن اجباری توسط مقام‌های مصری تحت رژیم عبدالفتاح السیسی به عنوان ابزاری کلیدی برای ترساندن، بازجویی و شکنجه مخالفان السیسی در حالی که از مبارزه با تروریسم به عنوان بهانه استفاده می‌شود، استفاده شده‌است. صدها نفر از جمله فعالان سیاسی، معترضان، زنان و کودکان به زور ناپدید شدند. روزانه حدود ۳ تا ۴ نفر توسط نیروهای امنیتی به شدت مسلح به رهبری افسران آژانس امنیت ملی مصر دستگیر می‌شوند که معمولاً به خانه‌های آنها یورش می‌برند، بسیاری از آنها را بازداشت می‌کنند، ماه‌ها چشمان آنها را می‌بندند و دستبند می‌زنند.
۳۷۸ نفر بین ۱ اوت ۲۰۱۶ تا اواسط اوت ۲۰۱۷ به اجبار ناپدید شده‌اند. ۲۹۱ نفر شناسایی شده‌اند، در حالی که بقیه هنوز به اجبار ناپدید شده‌اند. از ۵۲ کودکی که در سال ۲۰۱۷ ناپدید شدند، سه کودک به صورت فراقانونی کشته شدند.
در سال ۲۰۲۰، کمیسیون حقوق و آزادی‌های مصر (ECRF) گزارشی پنج ساله در مورد ناپدید شدن اجباری منتشر کرد که نشان داد این کشور از اوت ۲۰۱۵ تاکنون ۲۷۲۳ مورد از این قبیل را ثبت کرده‌است.

### مکزیک
در طول جنگ کثیف مکزیک در دهه ۱۹۷۰، هزاران چریک مظنون، چپ‌گرایان و مدافعان حقوق بشر ناپدید شدند، اگرچه تعداد دقیق آن مشخص نیست. در طول دهه ۱۹۷۰، حدود ۴۷۰ نفر تنها در شهرداری اتویاک دی آلوارز ناپدید شدند.
بر اساس گزارش کمیسیون ملی حقوق بشر (CNDH)، بین سال‌های ۲۰۰۶ تا ۲۰۱۱، ۵۳۹۷ نفر ناپدید شده‌اند. از این تعداد، ۳۴۵۷ مرد، ۱۸۸۵ زن هستند، اما در مورد ۵۵ نفر دیگر اطلاعاتی در دست نیست (منبع بی‌بی‌سی).

### ونزوئلا
گزارشی که توسط فورو پنال و حقوق بشر رابرت اف کندی تهیه شده‌است، مستند می‌کند که ۲۰۰ مورد ناپدید شدن اجباری در سال ۲۰۱۸ به ۵۲۴ مورد در سال ۲۰۱۹ افزایش یافته‌است که به افزایش اعتراض‌های نسبت داده می‌شود. این تجزیه و تحلیل نشان داد که میانگین ناپدید شدن کمی بیش از پنج روز به طول انجامید و نشان می‌دهد که دولت به دنبال پرهیز از نظارتی است که ممکن است همراه با بازداشت‌های طولانی مدت و در مقیاس بزرگ باشد.

### هند
انصاف، یک سازمان غیرانتفاعی که برای پایان دادن به معافیت از مجازها و دستیابی به عدالت برای جنایت‌های دولتی گسترده در هند، با تمرکز بر پنجاب فعالیت می‌کند، گزارشی را در ژانویه ۲۰۰۹ با همکاری گروه تحلیل داده‌های حقوق بشر بنتچ (HRDAG) یافته‌های «کمی قابل تأیید» در مورد ناپدید شدن دسته جمعی و اعدام‌های غیرقانونی در ایالت پنجاب هند منتشر کرد. این سازمان ادعا می‌کند که در ایالت‌های آسیب‌دیده مانند پنجاب، نیروهای امنیتی هند نقض فاحش حقوق بشر را بدون مجازهای انجام داده‌اند. گزارش انصاف و گروه تحلیل داده‌های حقوق بشر بنتچ، «مرگ‌های خشونت آمیز و ناپدید شدن‌های اجباری در جریان ضدشورش در پنجاب، هند»، یافته‌های تجربی را ارائه می‌دهد که نشان می‌دهد تشدید عملیات ضد شورش در پنجاب در دهه ۱۹۸۰ تا ۱۹۹۰ با تغییر هدفمند خشونت دولتی همراه بود. نقض حقوق بشر تا ناپدید شدن اجباری سیستماتیک و اعدام‌های غیرقانونی، همراه با «سوزاندن غیرقانونی» دسته جمعی. علاوه بر این، شواهد کلیدی وجود دارد که نشان می‌دهد نیروهای امنیتی ده‌ها هزار نفر را در پنجاب از سال ۱۹۸۴ تا ۱۹۹۵ شکنجه، اعدام و ناپدید کرده‌اند.

### یوگسلاوی سابق
در طول جنگ‌های یوگسلاوی هزاران نفر در معرض ناپدید شدن اجباری قرار گرفتند.

## ناپدید شدن اجباری در مهاجرت
سفرهای پرخطر مهاجران و پناهندگان و سیاست‌های مهاجرتی سخت‌گیرانه‌تر دولت‌ها باعث می‌شود که مهاجران قربانی ناپدید شدن اجباری شوند. این موضوع توسط گروه کاری سازمان ملل در مورد ناپدید شدن‌های اجباری یا غیرارادی به رسمیت شناخته شده‌است. همچنین کمیته ناپدید شدن اجباری سازمان ملل، افزایش خطر ناپدید شدن اجباری در نتیجه مهاجرت را در اصول راهنمای جستجوی افراد ناپدید شده به رسمیت شناخت.

## در فیلم‌ها
- تصویربرداری از آرژانتین (۲۰۰۳). کارگردان:کریستوفر همپتون.
- داستان رسمی (۱۹۸۵). کارگردان: لوئیس پوئنسو.
- گمشدن (۱۹۸۲). کارگردان: کوستا گاوراس.
- ناپدید (۲۰۰۸). کارگردان: David Spraker.